# Chronologie des faits économiques et sociaux dans les années 1390
Chronologie de l'économie
Années 1380 - Années 1390 - Années 1400

## Événements
- Vers 1390 : on compte en Bohême trente-cinq villes de plus de deux mille habitants. Fondées pour beaucoup d’entre elles par des colons allemands au XIIe siècle, elles sont administrées par des chartes issues des droits de Magdebourg et de Nuremberg. Non soumises à l’autorité du župan, elles sont exemptes de taxes. Prague, cité essentiellement allemande, domine avec 30 000 habitants[1].